# Calanthemis wollastoni
Calanthemis wollastoni es una especie de escarabajo longicornio del género Calanthemis, tribu Clytini, subfamilia Cerambycinae. Fue descrita científicamente por Gahan en 1909.

## Descripción
Mide 11,5 milímetros de longitud.

## Distribución
Se distribuye por Burundi, Uganda, República Democrática del Congo y Ruanda.